# Atletisme als Jocs Olímpics d'Estiu de 1928 - marató masculina
La marató masculina va ser una de les proves del programa d'atletisme disputades durant els Jocs Olímpics d'Amsterdam de 1928. La prova es va disputar 5 d'agost de 1928 i hi van prendre part 69 atletes de 23 nacions diferents, amb un màxim de sis atletes per nació. 57 dels atletes van acabar la cursa.

## Medallistes
| Or                      | Plata              | Bronze                 |
| Boughera El Ouafi (FRA) | Manuel Plaza (CHI) | Martti Marttelin (FIN) |

## Rècords
Aquests eren els rècords del món i olímpic que hi havia abans de la celebració dels Jocs Olímpics de 1928.
| Rècord del Món | 2h 29' 01.8"     | Albert Michelsen   | Port Chester (USA) | 12 d'octubre de 1925 |
| Rècord Olímpic | 2h 32' 35,8" (*) | Hannes Kolehmainen | Anvers (BEL)       | 22 d'agost de 1920   |

(*) La cursa es va córrer sobre 42,75 quilòmetres.

## Results
| Pos. | Atleta               | Nació          | Temps   |
| ---- | -------------------- | -------------- | ------- |
| 1    | Boughera El Ouafi    | França         | 2:32:57 |
| 2    | Manuel Plaza         | Xile           | 2:33:23 |
| 3    | Martti Marttelin     | Finlàndia      | 2:35:02 |
| 4    | Kanematsu Yamada     | Japó           | 2:35:29 |
| 5    | Joie Ray             | Estats Units   | 2:36:04 |
| 6    | Seiichiro Tsuda      | Japó           | 2:36:20 |
| 7    | Yrjö Korholin-Koski  | Finlàndia      | 2:36:40 |
| 8    | Sam Ferris           | Regne Unit     | 2:37:41 |
| 9    | Albert Michelsen     | Estats Units   | 2:38:56 |
| 10   | Clifford Bricker     | Canadà         | 2:39:24 |
| 11   | Harry Wood           | Regne Unit     | 2:41:15 |
| 12   | Verner Laaksonen     | Finlàndia      | 2:41:35 |
| 13   | Harry Payne          | Regne Unit     | 2:42:39 |
| 14   | Eino Rastas          | Finlàndia      | 2:43:08 |
| 15   | Väinö Sipilä         | Finlàndia      | 2:43:08 |
| 16   | Alois Krof           | Txecoslovàquia | 2:43:18 |
| 17   | Johnny Miles         | Canadà         | 2:43:32 |
| 18   | Léon Broers          | Bèlgica        | 2:44:37 |
| 19   | Hans Stelges         | Alemanya       | 2:45:27 |
| 20   | Dunky Wright         | Regne Unit     | 2:45:30 |
| 21   | Herbert Bignall      | Regne Unit     | 2:45:44 |
| 22   | Ernest Harper        | Regne Unit     | 2:45:44 |
| 23   | Jean Gérault         | França         | 2:46:08 |
| 24   | Ilmari Kuokka        | Finlàndia      | 2:46:34 |
| 25   | Gustav Kinn          | Suècia         | 2:47:35 |
| 26   | Silas McLellan       | Canadà         | 2:49:33 |
| 27   | Clarence DeMar       | Estats Units   | 2:50:42 |
| 28   | Marcel Denis         | França         | 2:51:15 |
| 29   | Guillaume Tell       | França         | 2:51:18 |
| 30   | Henri Landheer       | Països Baixos  | 2:51:59 |
| 31   | Paul Hempel          | Alemanya       | 2:52:01 |
| 32   | Aurelio Terrazas     | Mèxic          | 2:52:22 |
| 33   | František Zyka       | Txecoslovàquia | 2:52:42 |
| 34   | Giuseppe Ferrera     | Itàlia         | 2:53:10 |
| 35   | José Torres          | Mèxic          | 2:54:00 |
| 36   | Johan Støa           | Noruega        | 2:54:15 |
| 37   | Gerard Steuers       | Bèlgica        | 2:54:48 |
| 38   | Artūrs Motmillers    | Letònia        | 2:56:45 |
| 39   | James Henigan        | Estats Units   | 2:56:50 |
| 40   | Matthew Steytler     | Sud-àfrica     | 2:57:21 |
| 41   | Harvey Frick         | Estats Units   | 2:57:24 |
| 42   | Jean Linssen         | Bèlgica        | 2:58:08 |
| 43   | Frank Hughes         | Canadà         | 2:58:12 |
| 44   | William Agee         | Estats Units   | 2:58:50 |
| 45   | Percy Wyer           | Canadà         | 2:58:52 |
| 46   | Georg Hoerger        | Alemanya       | 2:59:01 |
| 47   | Kurt Schneider       | Alemanya       | 2:59:36 |
| 48   | Juichi Nagatani      | Japó           | 3:03:34 |
| 49   | József Galambos      | Hongria        | 3:05:58 |
| 50   | Paul Gerhardt        | Alemanya       | 3:09:30 |
| 51   | Gottlieb Bach        | Dinamarca      | 3:10:10 |
| 52   | Emili Ferrer i Calbó | Espanya        | 3:11:05 |
| 53   | Dimitrije Stefanović | Iugoslàvia     | 3:11:35 |
| 54   | Joop Vermeulen       | Països Baixos  | 3:13:47 |
| 55   | Pleun van Leenen     | Països Baixos  | 3:14:37 |
| 56   | Jean Marien          | Bèlgica        | 3:16:13 |
| 57   | Willem van der Steen | Països Baixos  | 3:19:53 |
| —    | Axel Elofs           | Suècia         | DNF     |
| —    | Aksel Madsen         | Dinamarca      | DNF     |
| —    | Orla Olsen           | Dinamarca      | DNF     |
| —    | Vintilǎ Cristescu    | Romania        | DNF     |
| —    | Romeo Bertini        | Itàlia         | DNF     |
| —    | Attilio Conton       | Itàlia         | DNF     |
| —    | Stefano Natale       | Itàlia         | DNF     |
| —    | Vilis Cimmermans     | Letònia        | DNF     |
| —    | Karl Laas            | Estònia        | DNF     |
| —    | Teun Sprong          | Països Baixos  | DNF     |
| —    | Bram Groeneweg       | Països Baixos  | DNF     |
| —    | Franz Wanderer       | Alemanya       | DNF     |
| —    | Seghir Beddari       | França         | DNS     |
| —    | Kārlis Bukass        | Letònia        | DNS     |
| —    | Dionisio Carreras    | Espanya        | DNS     |
| —    | Pál Király           | Hongria        | DNS     |
| —    | Antal Lovas          | Hongria        | DNS     |
| —    | O. Molina            | Xile           | DNS     |
| —    | L. Nicolas           | França         | DNS     |
| —    | Henry Nielsen        | Dinamarca      | DNS     |
| —    | Karel Šťastný        | Txecoslovàquia | DNS     |
| —    | Harold Webster       | Canadà         | DNS     |